# Близнець (Болгарія)
Близне́ць (болг. Близнец) — село в Сливенській області Болгарії. Входить до складу общини Твирдиця.

## Населення
За даними перепису населення 2011 року у селі проживали 64 особи, усі — болгари.
Розподіл населення за віком у 2011 році:
Динаміка населення: